# Crypte du Rédempteur
La crypte du Rédempteur est une hypogée située dans la commune de Tarente, province de Tarente dans les Pouilles,.
C'est l'un des monuments de l'Empire romain les plus importants de cette époque à Tarente.

## Historique
Cet ancien tombeau romain est relié à un ancien puits d'eau de source par lequel on y accède. La grotte circulaire d'un diamètre d'environ 8 m, dont les parois sont décorées de fresques d'une grande valeur artistique datant du début du XIIe siècle. La crypte faisait partie de l'église Santa Maria di Murivetere, fermée au culte en 1578 par Monseigneur Lelio Brancaccio.
En effet, la tradition veut que le premier culte chrétien ait été célébré dans la crypte selon la liturgie byzantine. Au XIIe siècle, elle était accompagnée de fresques d'une grande beauté, dont le Cristo Pantocratore tan san Giovanni e la Vergine dans l'abside, et les murs latéraux sont décorés de figures des saints San Basilio, Sant'Euplo (it) et San Biagio.
Après le XIIIe siècle, la crypte fut abandonnée pendant plusieurs siècles, probablement parce qu'elle était trop périphérique à la ville, jusqu'à sa redécouverte en 1899 par l'archéologue Luigi Viola (it), lors de l'exécution de certains travaux sur l'une de ses propriétés et inaugurée le 13 février 1899. En mars 1979, grâce à une pétition de l'archevêque de Tarente, Guglielmo Motolese, il fut décidé d'intervenir pour sa récupération, en réalisant des travaux de consolidation et de sauvegarde de la structure. En décembre 2011, le site a été rouvert au public.

## La légende de saint Pierre

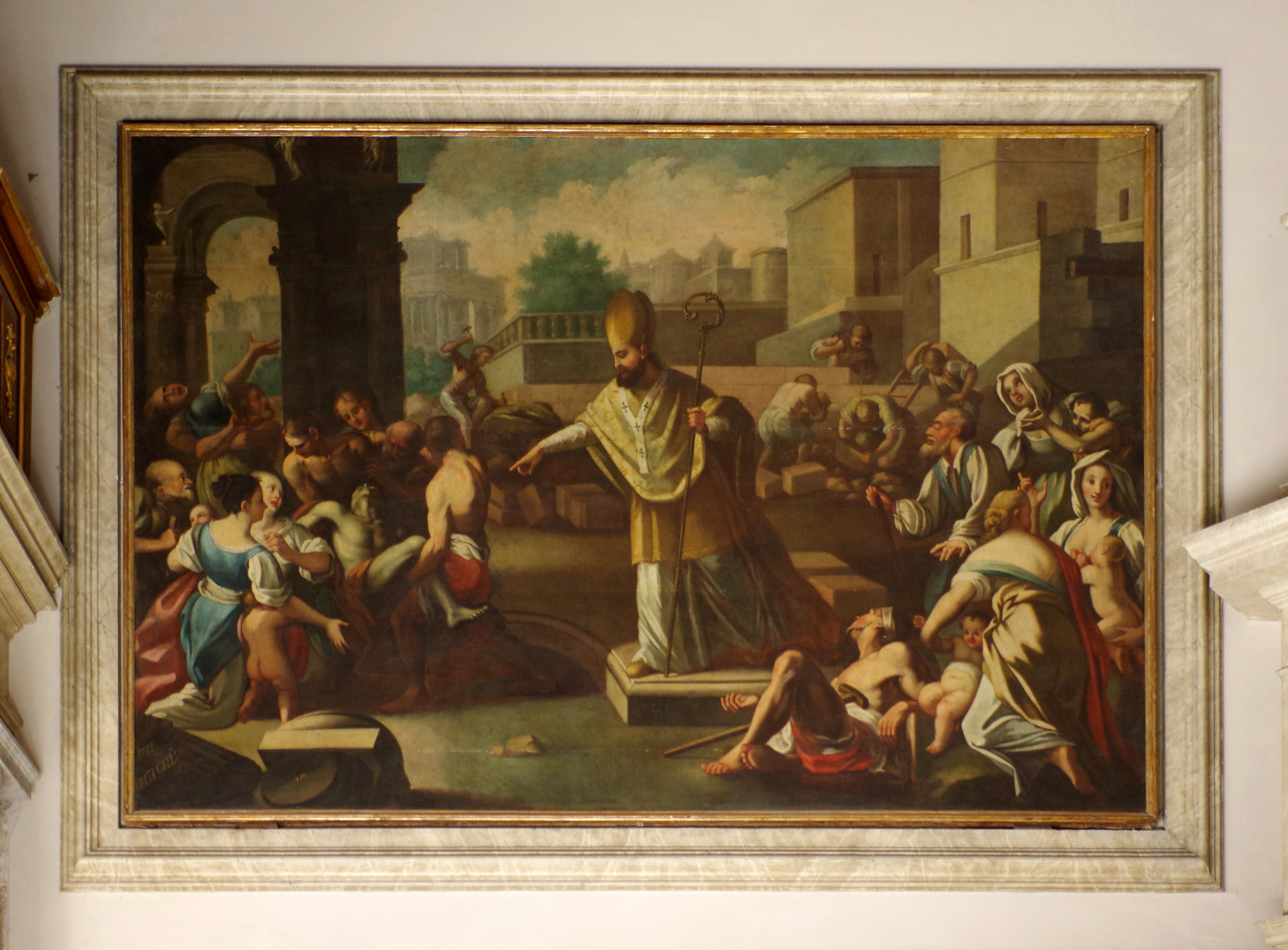
Entrée de San Cataldo à Tarente (Giovanni Caramia).

La profonde dévotion populaire a fait de ce lieu le théâtre de la légende de la première évangélisation chrétienne de Tarente. Comme le montre l'Historia Sancti Petri, l' apôtre Pierre aurait débarqué vers la troisième heure dans le port de la ville, après une escale sur l'actuelle île de San Pietro. Voulant étancher sa soif, il se serait dirigé vers le lieu sacré où se trouvait le puits, près duquel se dressait la grande statue en bronze d'une divinité païenne, probablement Zeus : au moment où il aurait fait le signe de croix pour consacrer le site à Jean le Baptiste, la statue se serait brisée. Cet événement est représenté dans le tableau Ingresso di San Cataldo a Taranto, réalisé par le peintre Giovanni Caramia en 1675, pour orner une paroi latérale du vestibule de la cathédrale de San Cataldo.